# Albert Eggler

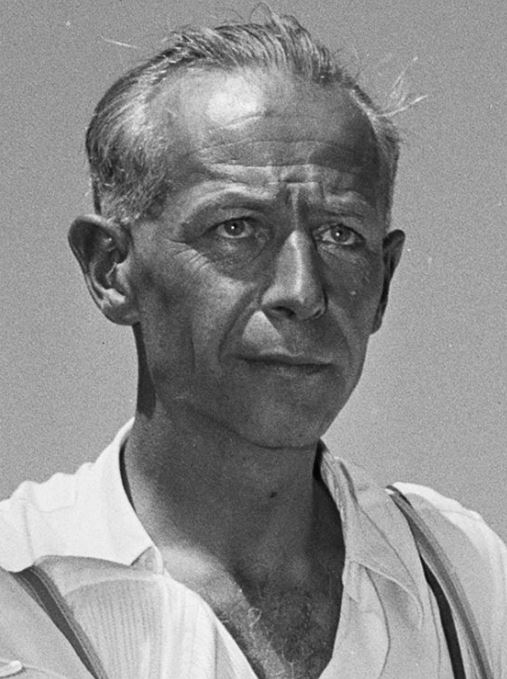
Albert Eggler (1956)

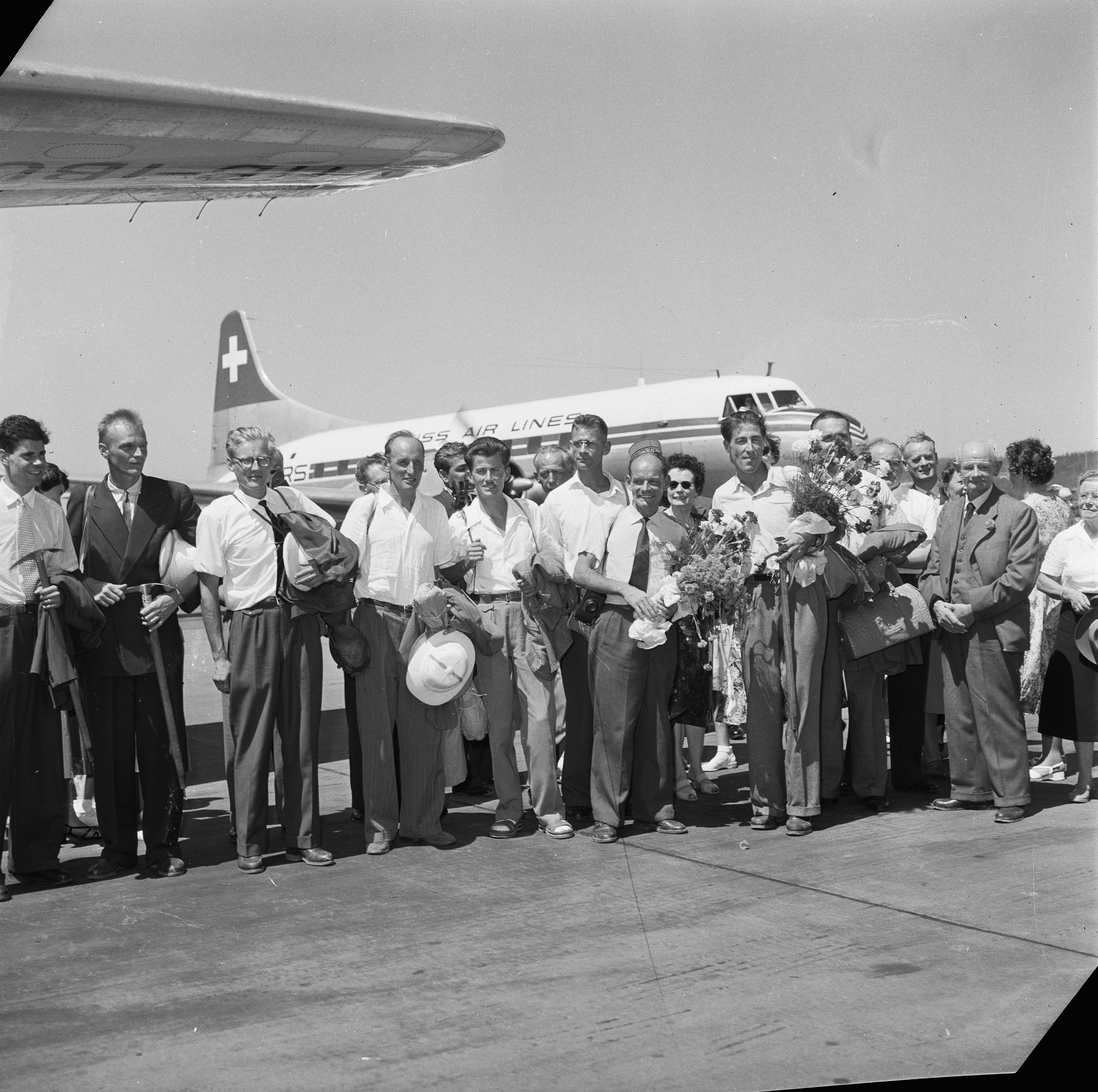
Himalaya-Expedition 1956: Albert Eggler in der 2. Reihe (unterhalb des Wortes LINES auf dem Flugzeug)

Albert Eggler (* 11. Juni 1913 in Brienz BE; † 25. August 1998 an der Simmenfluh, Berner Oberland) war ein Schweizer Fürsprecher, Alpinist und Zentralpräsident des Schweizer Alpen-Clubs.

## Leben
Eggler wurde in Brienz, im Berner Oberland, als Sohn des Notars Albert Eggler geboren. Er studierte in Bern und Berlin Rechtswissenschaft. Anschliessend erwarb er das Anwaltspatent und wurde Fürsprecher. 
In der Schweizer Milizarmee eignete er sich in militärischen Gebirgskursen Führungserfahrung in leitenden Funktionen an sowie umfassende Kenntnisse über die Zusammenarbeit unter Gebirgsverhältnissen (Biwakbau, Material, Nach- und Rückschub) wurde Hauptmann der Gebirgstruppen. Seit 1934 war er Mitglied des Akademischen Alpenclubs Bern (AACB) und gehörte zur Bergsteigerelite um Wolfgang Diehl, die die Entwicklung der Besteigungen im Himalaya verfolgte. 1953 wurde er Mitglied der Sektion Bern des SAC, die ihn 1967 zum Ehrenmitglied ernannte.
Anfang 1955 wurde er von der Schweizerischen Stiftung für Alpine Forschung (SSAF) zum Gesamtleiter für die Expedition des folgenden Jahres ausgewählt. Er leitete die Schweizer Himalaya-Expedition 1956, der die Erstbesteigung des Lhotse und die Zweit- und Drittbesteigung des Mount Everest gelang.
Von 1964 bis 1967 war er Zentralpräsident des Schweizer Alpen-Clubs (als die Sektion Bern Vorort war), 1966 Chef des Armee-Lawinendienstes sowie von 1968 bis 1972 UIAA-Präsident. Von 1987 bis 1993 amtete er als Präsident der Schweizerischen Stiftung für Alpine Forschung. Er war ein international bekannter Expeditionsleiter und Förderer des Schweizer Alpinismus sowie Ehrenmitglied des SAC.

## Schriften
- Gipfel über den Wolken. Lhotse und Everest. Verlag Hallwag, Bern 1956